# Arquipa
Arquipa (en griego antiguo: Άρχιππή) fue la esposa del banquero Pasión, que fue esclavo, y logró convertirse en un hombre rico. El estatus social de Arquipa no se sabe con certeza, pero probablemente no fue ciudadana. Cuando Pasión murió, «legó» su fortuna a su liberto Formión. Arquipa suscitó el interés de los historiadores, no por sus actos personales o por su notoriedad, sino porque representa un ejemplo sorprendente de la complejidad de los estatus en la Antigua Grecia.

## Biografía
Arquipa se casó con Pasión probablemente en torno al 390 a. C. Era probablemente muy joven durante su matrimonio, ya que su primer hijo nació alrededor del año 394 a. C. y los dos hijos que tuvo con Formión nacieron después del 368 a. C. No se sabe nada sobre su familia o sus orígenes, polémicos. Algunos historiadores coinciden en que no fue ciudadana de nacimiento: su familia no le habría casado nunca con un meteco (extranjero). Durante el siglo IV a. C., hubo una ley que prohibía a los ciudadanos atenienses de uno u otro sexo casarse con un extranjero. Claude Mossé se inclina por un origen griego; los niños de la pareja obtuvieron la ciudadanía ateniense. Apolodoro al mismo tiempo que su padre, Pasicles desde el nacimiento. Esto sugiere que Arquipa era ateniense; la ley del año 451 a. C. introducida por Pericles estipulaba que se restringía la obtención de la ciudadanía: ciudadanos atenienses son los nacidos de un padre ciudadano ateniense y de una madre hija de ciudadano ateniense. Pero entonces, su unión era ilegal durante el nacimiento de Apolodoro, pues Pasión en aquel momento era un meteco. Por el contrario, si Arquipa no era ateniense, sus hijos no podrían tener la ciudadanía ateniense, cuando el propio Pasión la obtuvo por Decreto: «por lo tanto, hay que admitir que a pesar de una legislación rigurosa, existían posibles acuerdos legales».
Arquipa dio a Pasión dos hijos, Apolodoro y Pasicles. Más adelante, probablemente en el 376 a. C., a Pasión le fue concedida la ciudadanía ateniense «por los servicios prestados a la ciudad de Atenas», probablemente en 376 a. C., algunos años antes de su muerte. A Arquipa no se la menciona.
Pasión murió bajo el arcontado de Disniceto, es decir, en 370/369 a. C. Su testamento se redactó de la siguiente manera: «Este testamento otorgó Pasión de Acarnas: doy mi mujer Arquipa a Formión y como dote entregó a Arquipa un talento de Perapeto, un talento de aquí mismo [Atenas], una casa de 100 minas, esclavas y joyas, y por otra parte, todo lo posee en la casa».  La cláusula por la que un ateniense legaba su esposa a un amigo o persona allegada no era infrecuente, especialmente entre los banqueros como Pasión. Así, el padre de Demóstenes dejó su esposa a Áfobo.
En el 368/367 a. C., Formión ese casó con Arquipa, mientras su hijo mayor, Apolodoro, se encontraba fuera de Atenas desempeñando la trierarquía, lo que provocó su indignación, y presentó una denuncia pública por ultraje contra Formión ante los tesmótetas. Pero la guerra suspendió los procesos civiles, se extinguió la acusación, y a Arquipa le nacieron hijos de Formión. Según este último, por el contrario, Apolodoro no habría nunca iniciado juicio a su nuevo suegro en vida de su madre. Arquipa murió en el 361 a. C.,  y se reanudaron las hostilidades entre Formión y Apolodoro.